# Pipe
Pour les articles homonymes, voir Pipe (homonymie).
 (mars 2017).
- Si vous ne connaissez pas le sujet, laissez ce bandeau (vous pouvez alors contacter les auteurs).
- Si vous supprimez le contenu mis en cause (vous pouvez préalablement contacter les auteurs),

argumentez précisément cette suppression dans la page de discussion
(un manque de référence n'est pas un argument ; une recherche réelle de référence doit avoir été effectuée, être formellement documentée).
 (mars 2017).
Si vous disposez d'ouvrages ou d'articles de référence ou si vous connaissez des sites web de qualité traitant du thème abordé ici, merci de compléter l'article en donnant les références utiles à sa vérifiabilité et en les liant à la section « Notes et références ».

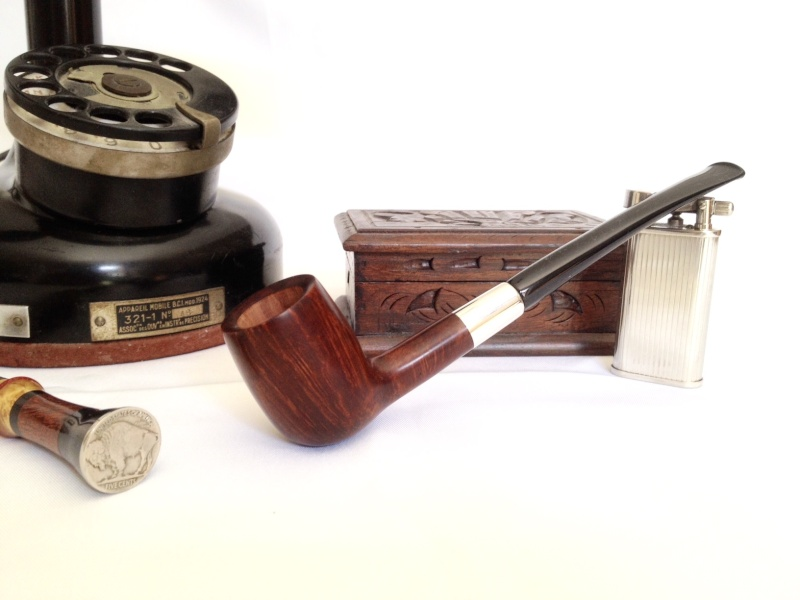
Pipe en bruyère.

La pipe est un objet servant principalement à fumer le tabac mais aussi d'autres substances comme le cannabis, l'opium, le crack ou encore de la méthamphétamine.

Les parties de la pipe : (1) tête ou bol, (2) foyer ou fourneau, (3) trou de tirage, (4) tige, (5) mortaise, (6) floc ou tenon, (7) tuyau, (8) bec, (9) lèvre, et (10) lentille ou bouton.

Elle est en général composée de deux parties principales : le fourneau (qui contient le tabac) et le tuyau (qui sert à aspirer). La pipe est un objet pouvant avoir des formes très basiques comme très évoluées voire artistiques, et peut être fabriquée de façon industrielle ou de façon artisanale.
Les pipes peuvent être réalisées dans différents matériaux. La plupart des pipes de nos jours sont faites en bruyère. Par le passé, les pipes en terre (argile) étaient les plus utilisées. Il en existe aussi en écume de mer, en porcelaine, en épi de maïs, en érable, en cerisier, en olivier, en chêne, en calebasse ou encore en bambou. Il existe également des pipes en pierre, en verre et en métal (notamment pour la consommation de cannabis).
Les tuyaux de pipe peuvent eux aussi être réalisés dans différents matériaux. Traditionnellement, la corne et l'ambre étaient utilisées. Aujourd'hui dominent différentes matières, notamment plastiques : ébonite (et son dérivé le cumberland), bakélite, acrylique, ultem, tuskanite… Les tuyaux de pipe peuvent aussi être faits de bois ou de bambou.

## Matériaux et fabrication
La matière dans laquelle est faite la pipe a une grande influence sur la méthode de fumage et sur le goût de la fumée qui en résulte.
Il est à noter que si fumage est le terme employé par la grande majorité des fumeurs eux-mêmes, le terme retenu par les dictionnaires pour désigner l'action de fumer est fumerie. Cependant nous emploierons dans cet article le terme le plus en usage.

### Bruyère
La variété de bruyère Erica arborea est utilisée pour la fabrication des pipes depuis le milieu du XIXe siècle. Elle pousse dans le Bassin méditerranéen.
En France, les grands centres de production de pipes en bruyère sont Saint-Claude et Cogolin.
La plupart des pipes vendues aujourd'hui, qu'elles soient artisanales ou industrielles, sont faites en bruyère, ou plus exactement dans le broussin du rhizome de cette plante, qui constitue un matériau présentant de nombreuses qualités. Premièrement, il résiste très bien au feu et à la chaleur. Deuxièmement, il possède une grande capacité d'absorption. Dans la nature, le broussin absorbe de grandes quantités d'eau qui alimentent la plante durant les périodes sèches. De la même manière, il peut absorber le liquide résultant de la combustion du tabac pendant le fumage. Troisièmement, c'est un bois agréable à travailler, qui permet la réalisation de diverses formes de pipes. Pour la fabrication de la pipe en bruyère, le métier de maître-pipier est à rapprocher de celui de tourneur sur bois ou de sabotier.
La pipe peut subir différentes finitions destinées à embellir son aspect extérieur, comme le sablage (on projette dessus du sable qui crée un relief très esthétique) et le vernissage.
Lors de leur récolte, les broussins de bruyère sont taillés de deux façons : en ébauchons et en plateaux. L'ébauchon est issu du cœur du broussin de bruyère, tandis que le plateau est issu de sa partie extérieure. Ces parties peuvent toutes deux produire de très belles pipes, bien que les grands maîtres pipiers préfèrent le plateau, réputé pour son grain très fin.

### Argile

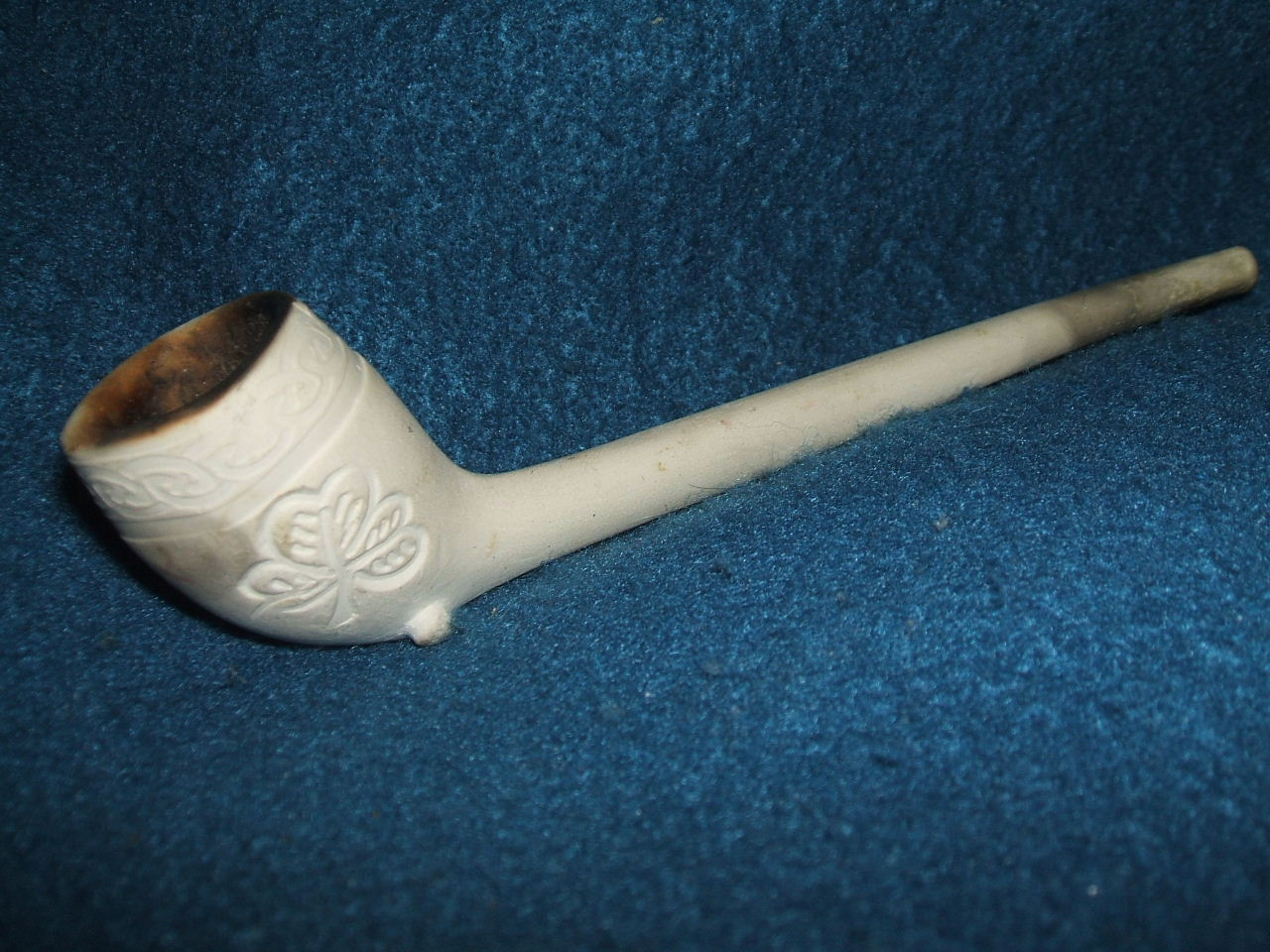
Pipe en terre irlandaise.

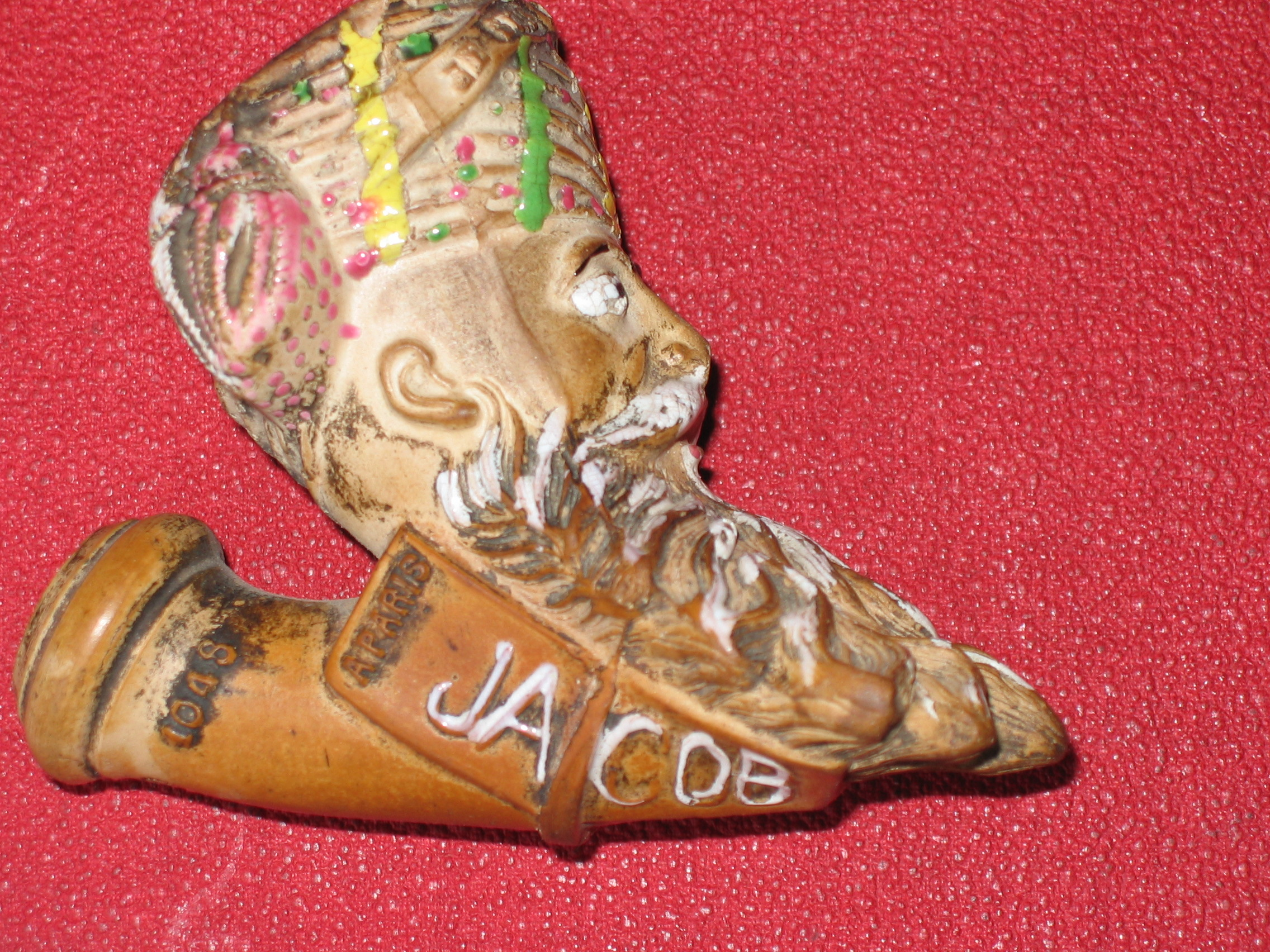
Fourneau d'une pipe Jacob, modèle célèbre de la maison Gambier au XIXe siècle.

Dans l'Antiquité il existait des sortes de pipes en argile où les anciens fumaient le tussilage.
Du XVIIe siècle au XIXe siècle, l'immense majorité des pipes fumées en Occident étaient faites d'argile ; en français elles sont appelées pipes en terre. Elles doivent être fabriquées avec une argile de haute qualité, fine et claire que l'on appelle ball clay. Une argile de mauvaise qualité fera une pipe poreuse qui donnera un goût désagréable au tabac. L'argile est d'abord roulée à la main. On place dans le rouleau ainsi obtenu une tige métallique (pour faire le futur passage de l'air dans le tuyau). Puis la pièce est placée dans un moule en métal et passée sous une presse servant à former la tête de la pipe. Celle-ci est ensuite signée par l'artisan, puis on retire la tige métallique précautionneusement avant de cuire la pipe dans un four entre 900 °C et 1 100 °C. La pipe cuite est mise à refroidir et l'artisan lui enlève ses défauts (coulures d'argile, grains…) en la grattant et en la limant à l'aide d'outils spécifiques. Il peut aussi aléser le fourneau. La pipe peut ensuite être émaillée. Le métier de fabricant de pipes en terre est très proche de celui de potier.
Les grands centres de production des pipes en terre étaient la Hollande (notamment la ville de Gouda) et la Belgique. En France, elles étaient principalement fabriquées à Dunkerque, Givet (les pipes Gambier), Charleville, Saint-Malo, Rouen, Onnaing et Saint-Omer. En Irlande on fabriquait des pipes en terre appelées dùidin.
Si l'argile a l'avantage de ne pas craindre la forte chaleur, elle a le désavantage de chauffer rapidement, ce qui rend les pipes en terre délicates à utiliser. Celui qui fume un peu trop vite se brûle facilement les doigts en tenant sa pipe. De plus, les pipes en terre sont fragiles et n'acceptent aucun choc, ce qui nécessite de les transporter dans des étuis protecteurs. Les pipes en terre sont encore utilisées par quelques aficionados, minoritaires dans le monde des fumeurs de pipe, mais qui affirment qu'elle est de toutes les pipes celle qui délivre la fumée la plus pure, restituant parfaitement l'arôme naturel du tabac. Elles ont aussi l'avantage d'être bon marché. Des pipes en terre sont encore fabriquées aujourd'hui, et sont souvent utilisées par les figurants et comédiens de reconstitutions historiques.

### Écume de mer

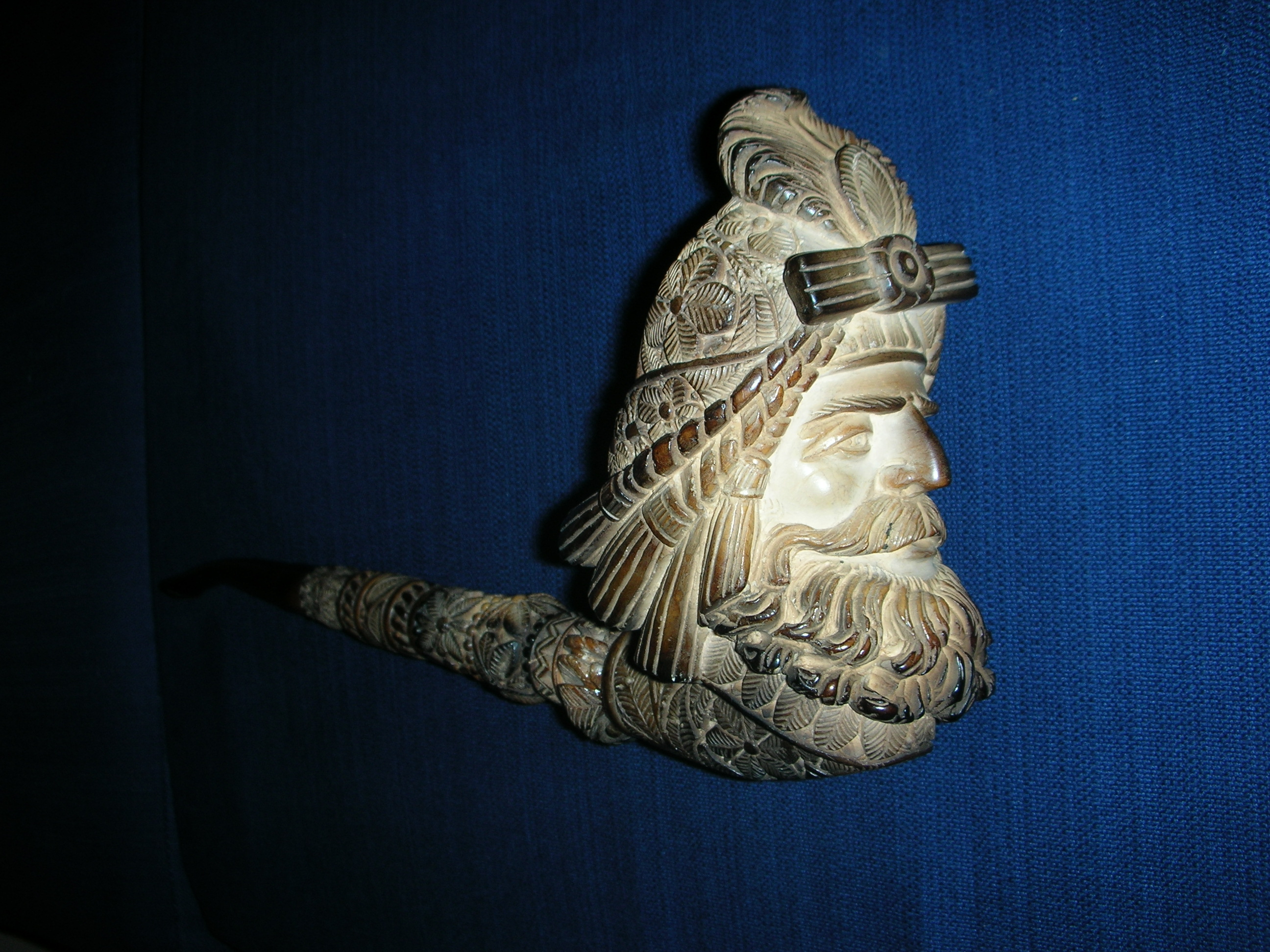
Pipe d'écume sculptée.

L'écume de mer ou Meerschaum est une matière minérale extraite en Asie mineure, principalement dans les plaines d'Eskişehir en Turquie, entre Istanbul et Ankara.
C'est un matériau facilement sculptable qui rappelle l'os de seiche. Le produit extrait est gratté pour être débarrassé de sa matrice, il est ensuite séché puis encore gratté et enfin poli à la cire. Les pièces grossières ainsi obtenues sont ensuite tournées et sculptées.
Avant le succès de la pipe en bruyère au XIXe siècle, les pipes en écume de mer étaient, avec les pipes en terre, les plus répandues.
Les pipes en écume de mer étaient sculptées de façon très artistique, représentant souvent des visages. Elles sont aujourd'hui prisées des collectionneurs qui jugent leur qualité en fonction de leur coloration. En effet, une pipe d'écume correctement fumée (pas trop chauffée) prend au fil du temps une teinte marron doré qui l'embellit. Si cette teinte n'apparaît pas sur une pipe d'écume ancienne, c'est qu'elle n'a jamais été fumée (fait rare) ou que c'est une fausse pipe d'écume (reproduction récente ou pipe faite d'un matériau autre).

### Morta

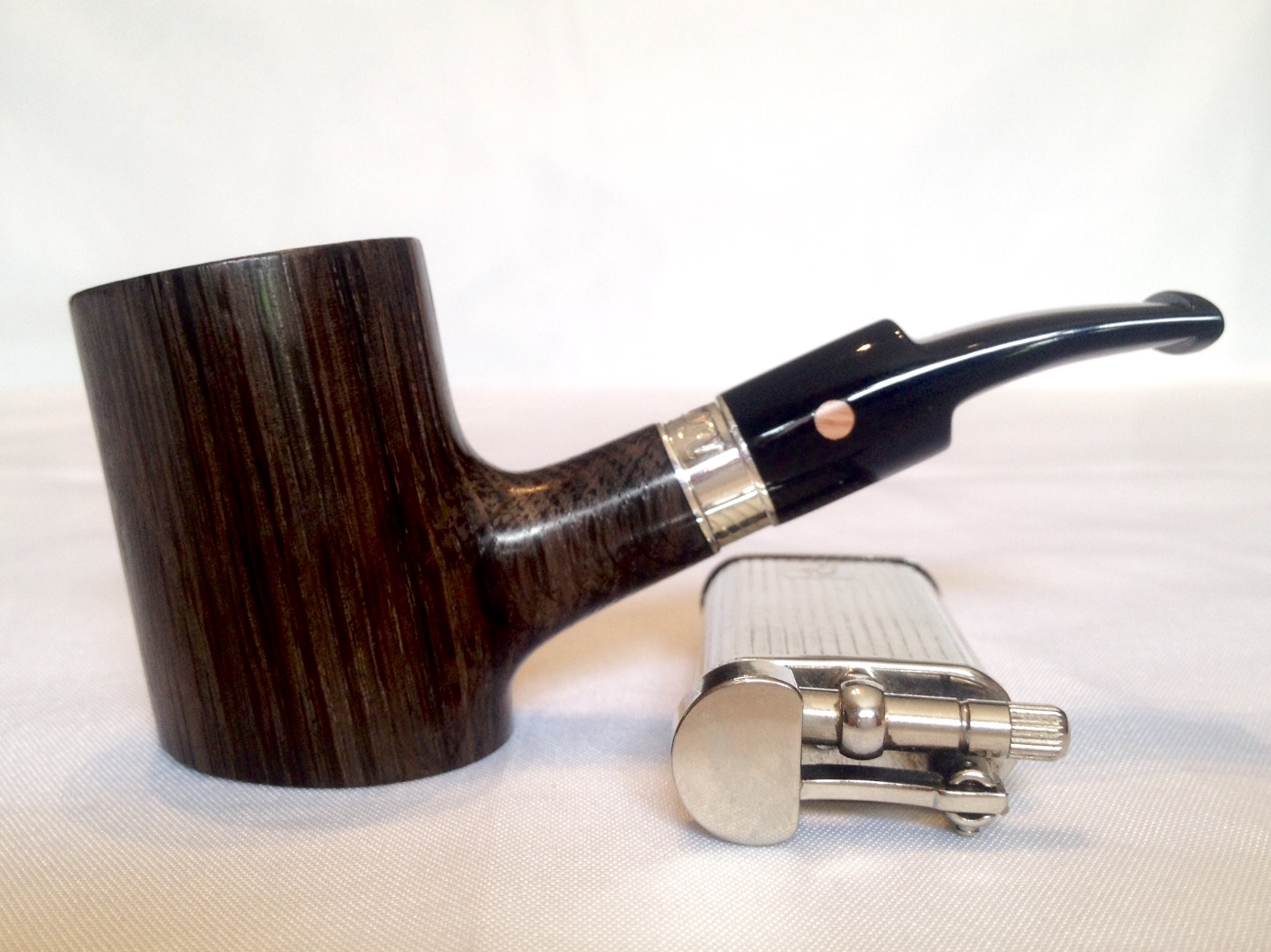
Pipe en Morta.

Le morta est le nom d'un bois noir trouvé dans les zones anoxiques de tourbières. C'est un bois en cours de fossilisation qui peut présenter l'aspect de l'ébène quand il est poli. Il a été utilisé pour faire des lambris ou des meubles dans le marais audomarois, ou l'est encore pour produire des manches de couteaux dans le marais de Brière. Il est également utilisé pour faire des pipes car il est facile à travailler et à une bonne résistance à la chaleur. De plus, le morta absorbe relativement bien l'humidité générée par la combustion du tabac, et enfin ne dénature pas les arômes.

### Porcelaine

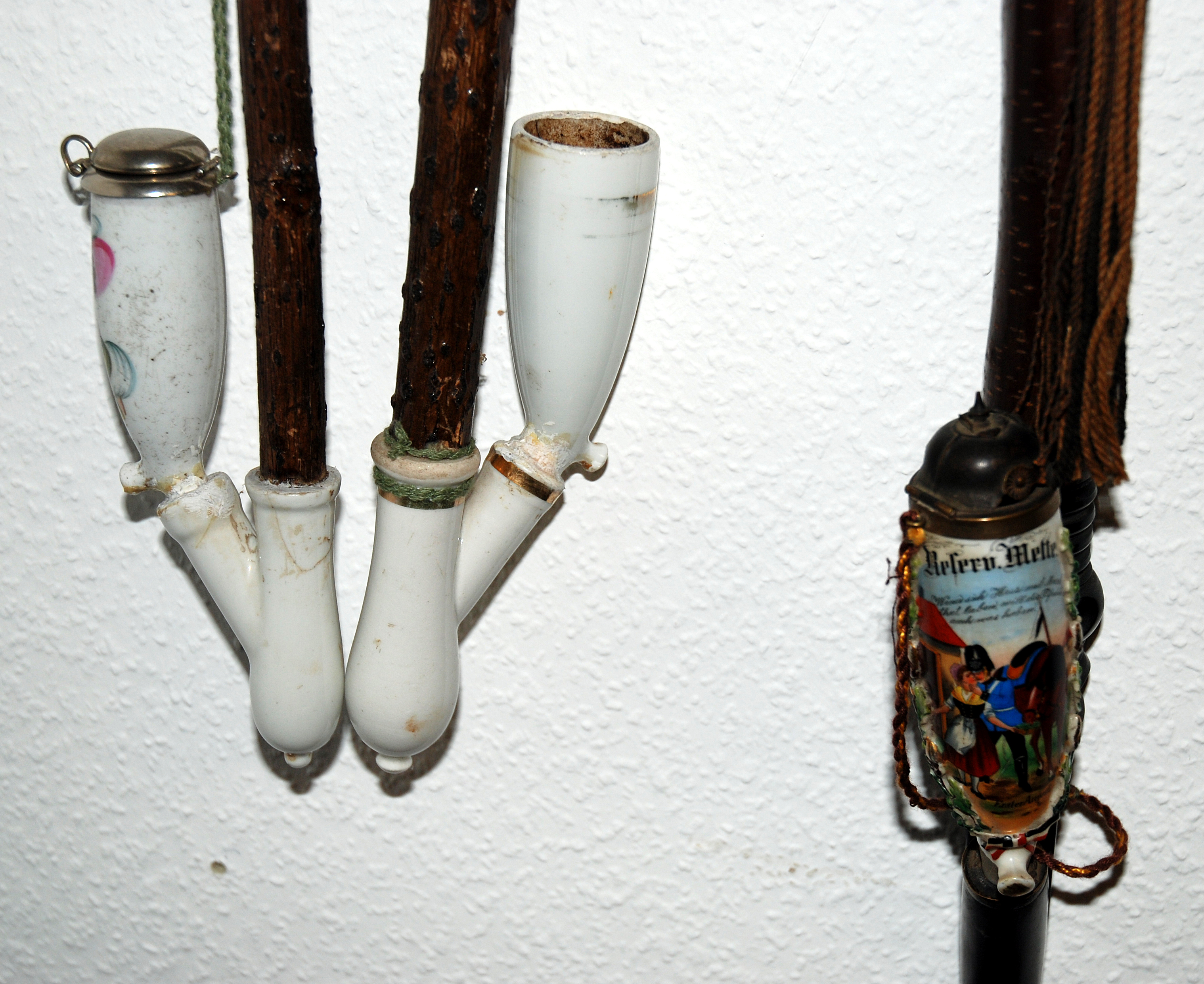
Têtes de pipes en porcelaine.

La pipe en porcelaine est une "sous-espèce" des pipes en terre. C'est une pipe qui chauffe facilement et qui n'est pas réputée pour restituer le meilleur du tabac que l'on y fume. Mais elle fut pourtant la pipe favorite de nombreux fumeurs du milieu du XIXe siècle, notamment dans les milieux aisés, la porcelaine étant un matériau noble. Et les pipes en porcelaine, comme les assiettes et plats faits dans cette matière, étaient richement décorées et peintes.
La pipe en porcelaine, tombée en désuétude aujourd'hui, est cependant très recherchée des collectionneurs.

### Calebasse

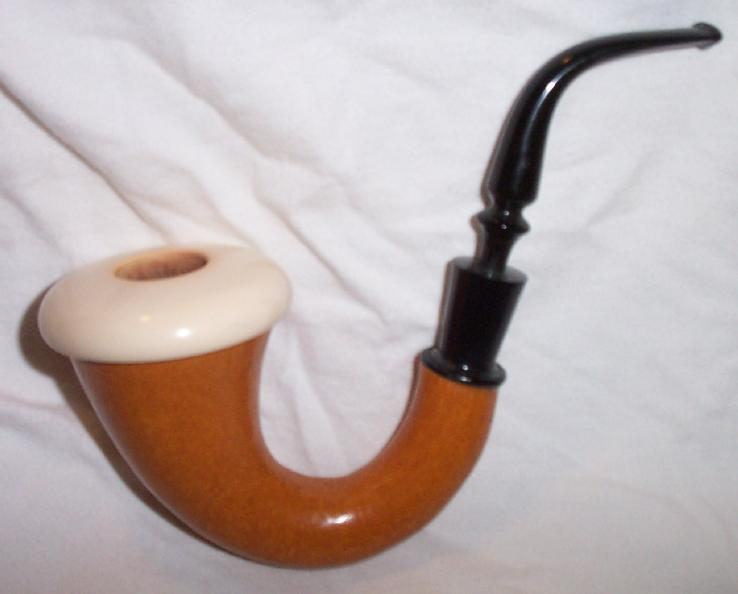
Pipe calebasse.

Les pipes calebasses (ou calabash) étaient à l'origine fabriquées dans une gourde, plante d'origine africaine. Le foyer est généralement "doublé" d'écume de mer ou de porcelaine.
La réalisation des pipes dans ce matériau est longue et complexe, ce qui les rend très coûteuses. C'est pourquoi elles sont souvent fabriquées dans d'autres matériaux comme l'acajou tout en gardant la forme originale de la pipe calebasse, allongée et courbe.
Sherlock Holmes fut très souvent représenté par les illustrateurs avec une pipe calebasse, bien que son créateur Arthur Conan Doyle l'ait plutôt décrit fumant des pipes droites en bois ou en terre.

### Épi de maïs

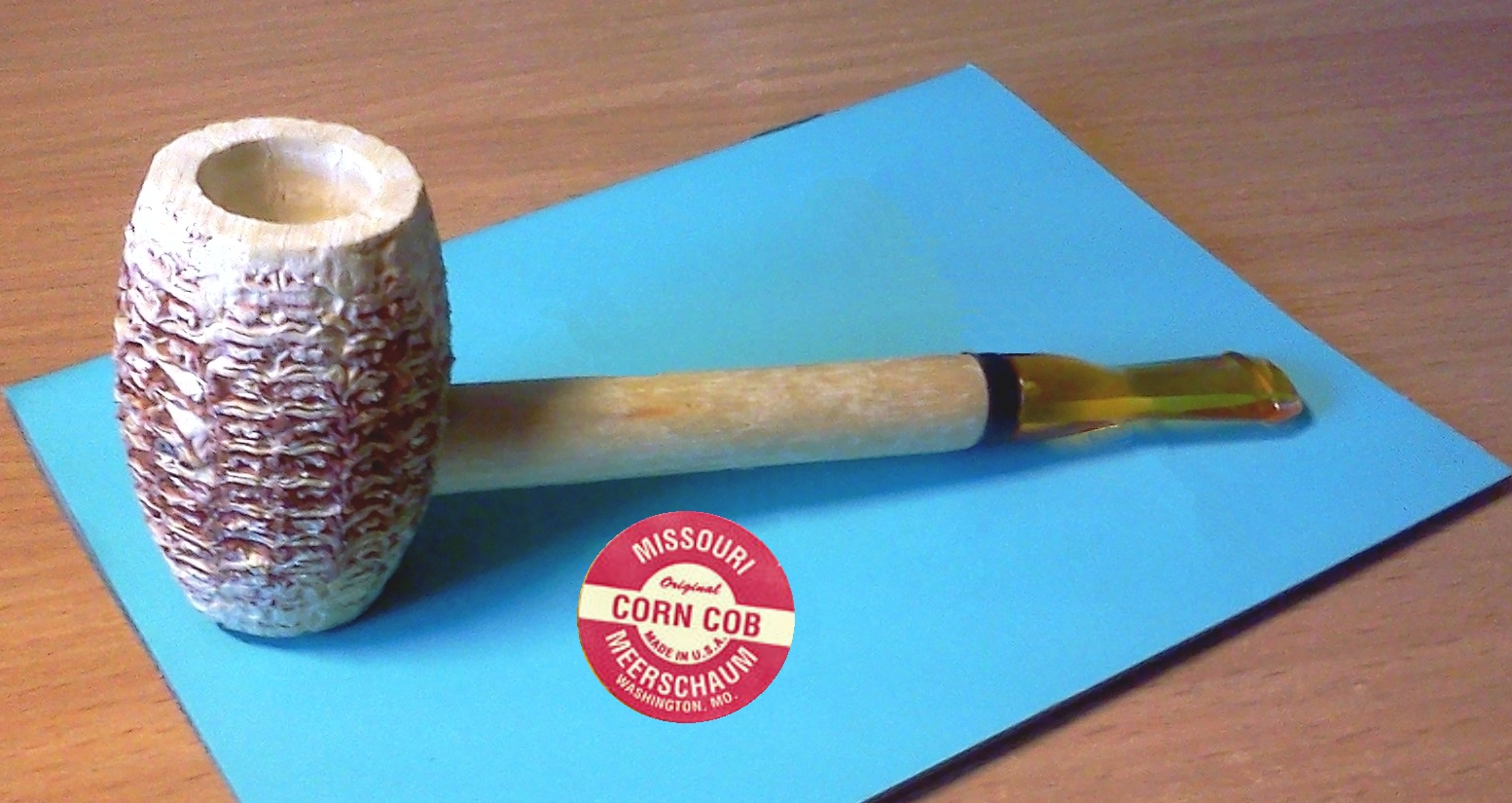
Pipe de maïs.

Les pipes de maïs sont les moins chères des pipes, car elles sont fabriquées dans un matériau abondant et bon marché : l'épi de maïs.
Ce sont avant tout des pipes américaines qui sont très peu répandues en Europe. Le plus grand centre de production est Washington, petite ville du Missouri, au cœur des États-Unis.
L'épi de maïs est d'abord séché durant au moins deux ans. Il est ensuite assez solide pour qu'on le creuse afin de fabriquer la tête de pipe. Puis on y fixe une tige en pin.
Les Européens, peu habitués à cette pipe, la trouvent généralement inesthétique. Elle présente cependant plusieurs avantages. D'abord, elle est très bon marché. Deuxièmement, elle est très légère. Enfin, elle est réputée pour donner une fumée fraîche et pure. Elle est idéale pour les fumeurs débutants et pour les tests de tabacs.
La pipe de maïs absorbe facilement le liquide de combustion mais sèche difficilement. C'est donc une pipe que l'on fume quelques dizaines de fois seulement. C'est en quelque sorte une pipe jetable. Mais son très bas coût fait qu'on la remplace sans difficulté.
La pipe de maïs fut la pipe préférée de quelques Américains célèbres, comme le général Douglas MacArthur, l'écrivain Mark Twain ou encore le politicien néo-nazi George Lincoln Rockwell.
Blaise Cendrars raconte, dans La Main coupée — un récit autobiographique relatant son expérience de la Première Guerre mondiale —, l'épisode durant lequel un général de l'armée française, qui passait en revue ses troupes, lui offre une pipe de maïs afin de lui remonter le moral.

### Bois à calumet
Les tiges creuses de « bois à calumet » (Mabea piriri) étaient employées en Guyane, sous l'ancien régime, pour réaliser des tuyaux et embouts de pipe,.

### Autres bois
D'autres bois ont été couramment utilisés pour la fabrication de pipes comme le buis, l'olivier ou le merisier.
Aujourd'hui cette production reste marginale puisque ces bois n'ont pas les qualités de la bruyère, cependant ils restent parfois utilisés par des pipiers indépendants.
La pipe en merisier, par exemple, était fabriquée parfois par les paysans eux-mêmes, taillée dans un morceau de branche séchée où était inséré un tuyau de bois à tige molle comme le sureau.

### Matières synthétiques

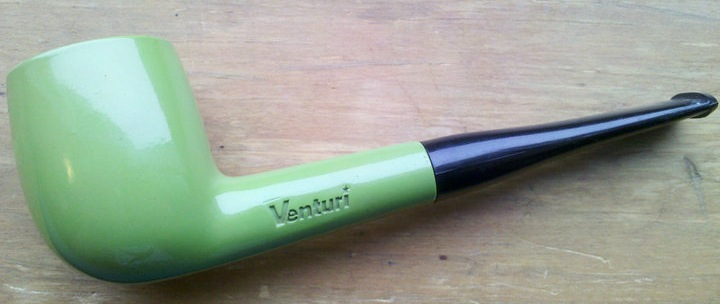
Pipe en matière synthétique de marque Venturi.

Quelques fabricants de pipes, surtout américains, produisirent au XXe siècle des pipes entièrement constituées de matières synthétiques. Ce fut le cas de la Redmanol Corporation, qui dès les années 1920 fabriqua des pipes en matières plastiques, puis plus tard de la marque Tar Gard (devenue Venturi) basée à San Francisco qui, de 1965 à 1975, tenta sans succès d'inonder le marché américain de pipes faites de graphite pyrolysé, de résine phénolique, de nylon et de bakélite.
L'utilisation de ces matières synthétiques permit la création de pipes de toutes les couleurs.
Tentant d'imiter la bruyère tout en offrant des produits très bon marché, quelques marques fabriquent encore aujourd'hui des pipes en matières synthétiques, notamment en brylon, un mélange de nylon et de poussière de bruyère. Mais ces pipes, par leur manque de naturel et leurs piètres qualités « gustatives » lors du fumage, restent très marginales et peu appréciées des fumeurs avertis.

### Métal

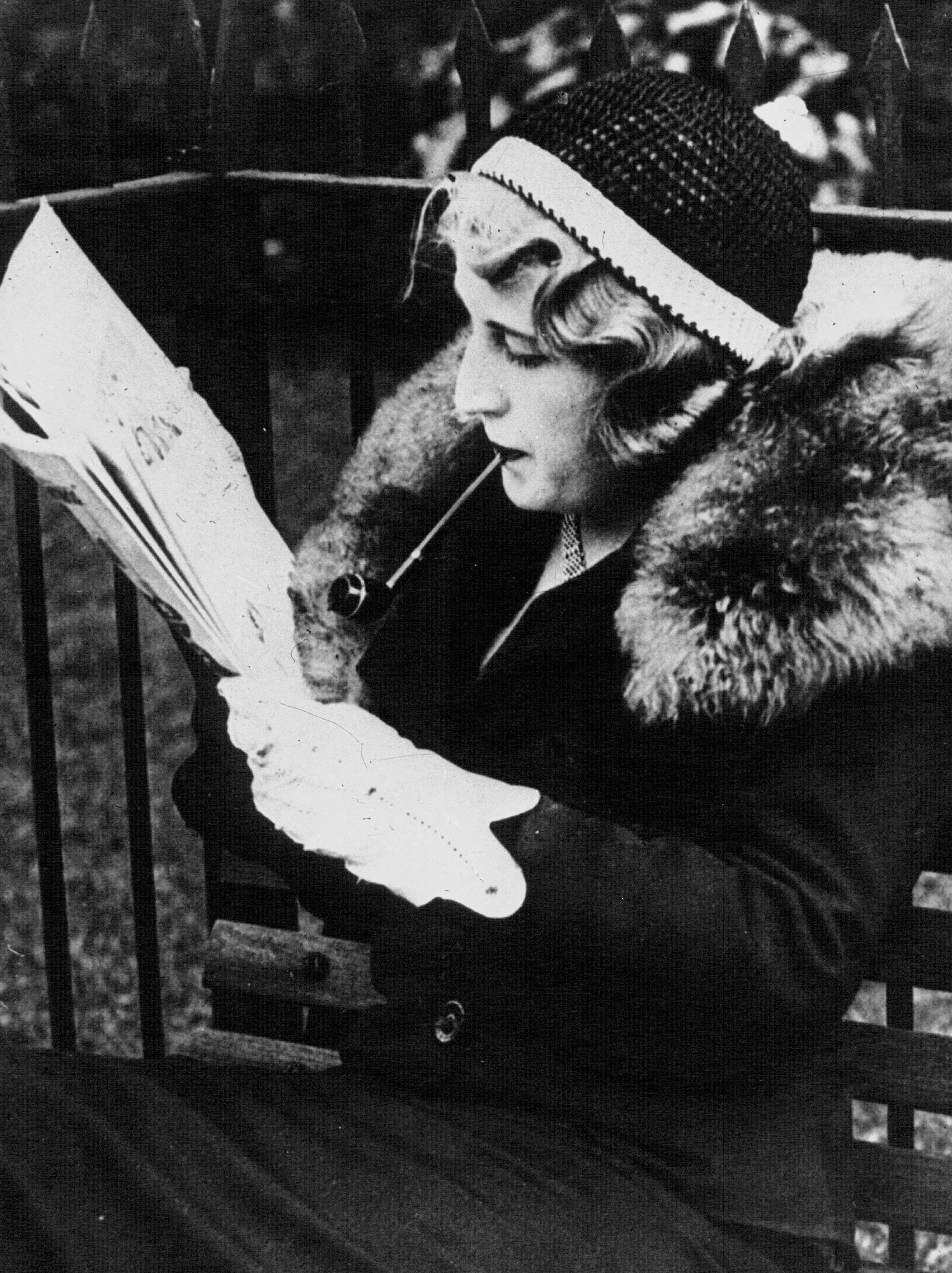
Femme avec une pipe en argent.

Les pipes à tabac en métal sont assez peu répandues.
Généralement, la tige est faite d'aluminium et ne forme qu'une seule pièce avec le talon (partie basse de la tête). Le bol, lui, peut être fait de divers métaux, bois et matières synthétiques.
Plusieurs marques, notamment Falcon, commercialisent des pipes en métal dont la tête est dévissable, ce qui permet d'adapter différents bols (tailles et couleurs variées) à une même tige.
La pipe en métal présente peu de qualités gustatives et chauffe beaucoup lors du fumage (il est vite impossible de la tenir par la tête). Elle peut néanmoins, par le système de têtes amovibles, servir à la dégustation de différents tabacs lors d'un salon spécialisé ou d'une réunion de fumeurs.
Certains peuples africains, asiatiques et sud-américains fument depuis toujours dans des pipes en métal, mais elles sont en général fabriquées dans des métaux nobles comme l'argent.

## Tabacs à pipe
Les tabacs à pipe sont généralement de complexes mélanges de différentes espèces de tabac, parfois saucés (trempés dans un liquide parfumé) ou aromatisés. Ces mélanges sont majoritairement constitués de tabacs blonds de type Burley et Virginia. Les mélanges dits  « anglais » sont souvent composés de tabacs blonds non aromatisés, additionnés de tabacs plus forts ou épicés comme le Perique (de Louisiane), le Latakia (tabac syrien ou chypriote fumé au chêne), le tabac oriental, ou encore différents tabacs africains, sud-américains et asiatiques. En Europe (et notamment en France et en Belgique) les tabacs bruns ont toujours des amateurs, notamment les tabacs de la vallée de la Semois (Ardennes).

## Fumer la pipe

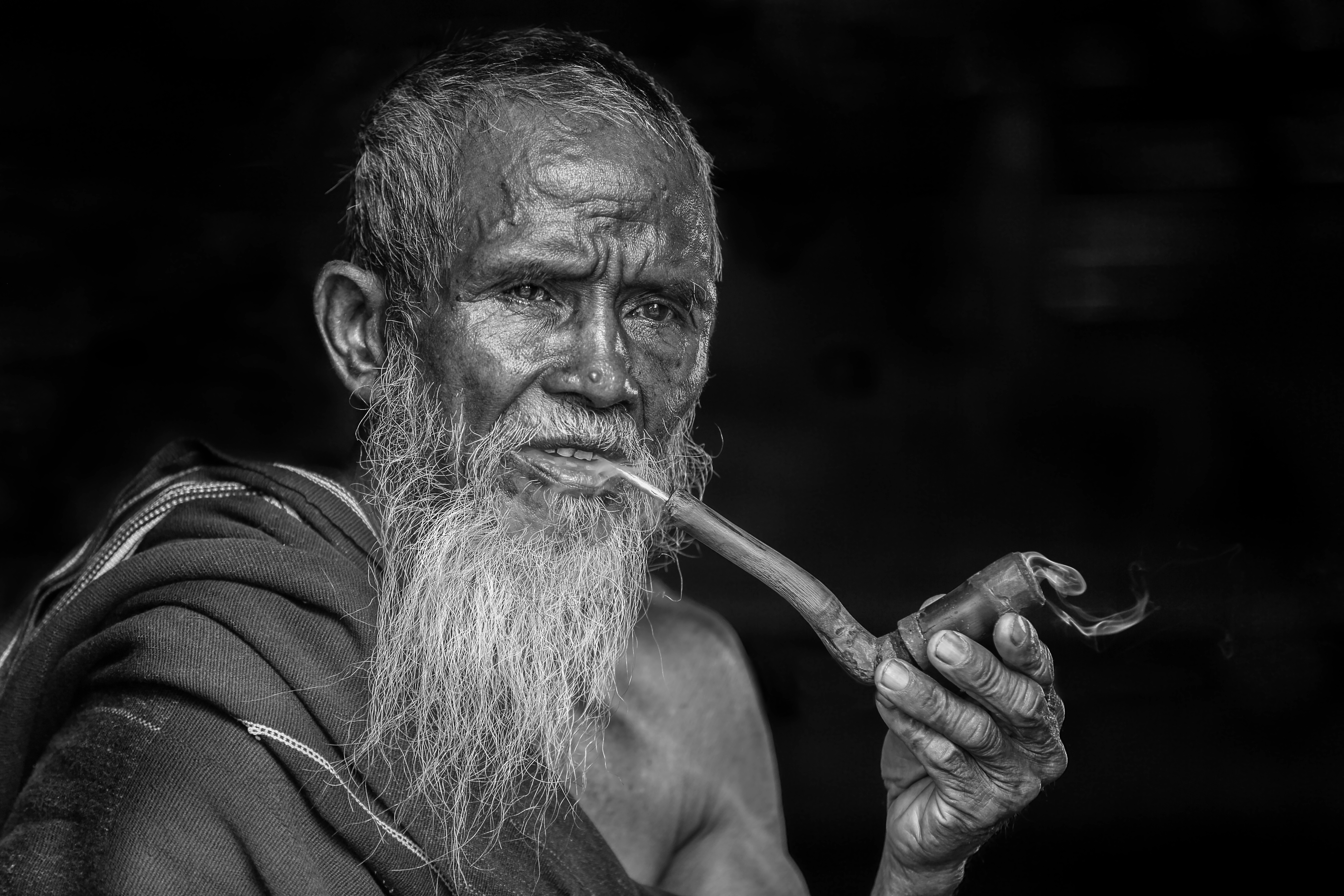
Homme fumant une pipe.

Fumer la pipe est très différent de fumer la cigarette. Cela peut durer plusieurs dizaines de minutes selon la taille de la pipe utilisée, requiert de l'expérience, et le respect de certaines étapes, pour pouvoir être correctement maîtrisé.
Tout débute par le choix de la pipe que le fumeur va utiliser, car un fumeur de pipe en possède généralement plusieurs. Ensuite vient le choix du tabac, qui doit être à la bonne hygrométrie, c'est-à-dire  ni trop sec ni trop humide, pour pouvoir avoir une combustion correcte  tout en révélant pleinement ses arômes.

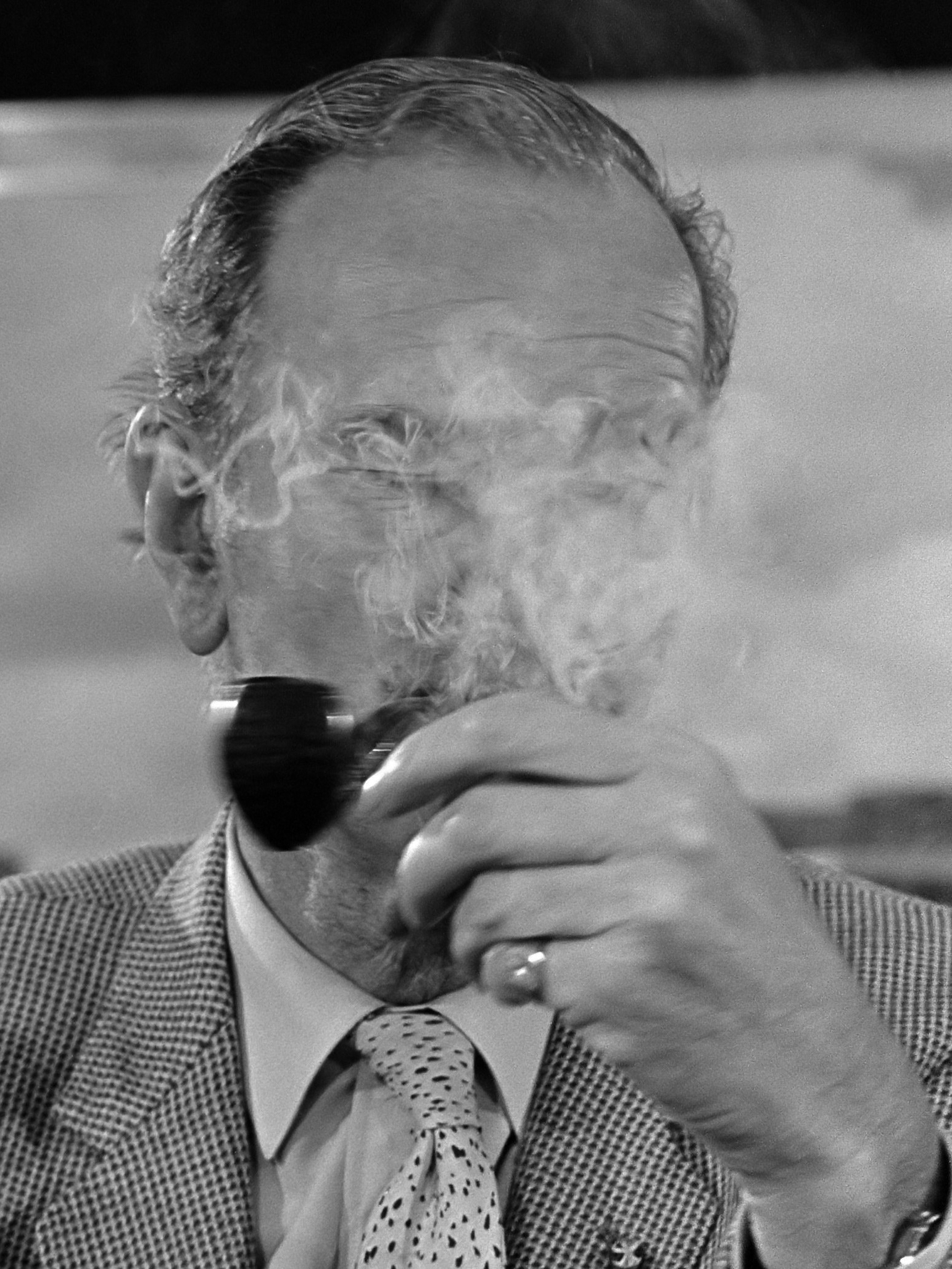
Chris van der Klaauw, alors ministre des Affaires étrangères des Pays-Bas, fumant la pipe. Photo : Marcel Antonisse/Anefo, 1981.

L'étape suivante est celle du bourrage, qui est très importante, puisque le bourrage permet lui aussi d'assurer la combustion parfaite du tabac. Le tabac ne doit être ni trop tassé, ni trop aéré, ce qui est le principal problème des débutants. Une pipe correctement bourrée chauffera peu, procurera moins d'humidité, et restituera la totalité des saveurs du tabac. Il existe plusieurs méthodes de bourrage que le fumeur peut utiliser, en fonction de sa préférence et du type de coupe du tabac qu'il souhaite fumer.
L'allumage de la pipe se fait généralement en deux fois. Un premier allumage va faire gonfler le tabac puis la pipe va s'éteindre. Il faut alors utiliser un tasse-braise pour tasser les premières cendres puis rallumer la pipe.
Le fumage de la pipe doit être lent et régulier. Il faut tirer la fumée doucement, à petite bouffée sans oublier de souffler parfois très légèrement dans le tuyau pour entretenir une combustion homogène. En effet, fumer la pipe est comme entretenir le feu d'une cheminée ; il faut que l'air passe du haut vers le bas et inversement.
En cours de fumage, la pipe peut parfois s'éteindre, il suffit alors de la rallumer. Il est possible aussi de tasser le tabac en cours de fumage ou de se débarrasser des cendres si celles-ci sont trop épaisses et nuisent au passage de l'air.
Pour un novice, fumer la pipe requiert énormément d'attention, car beaucoup de paramètres entrent en ligne de compte, le plus souvent au détriment du plaisir qu'il est censé procurer. Cependant, au fil du temps et de la pratique, des automatismes s'installent et la façon de fumer devient naturelle
Il existe aujourd'hui sur internet des forums spécialisés et des vidéos où sont expliquées toutes ces étapes en détail.

## Effets néfastes sur la santé
À l'instar du tabagisme par cigarette, la pipe a des effets néfastes sur la santé. Une étude menée par la HAS estime qu'une pipe équivaudrait à cinq cigarettes. Le risque de cancer est accru, notamment pour les cancers de la langue, des lèvres, de l’œsophage, ainsi que le risque d'infarctus du myocarde.

## Accessoires du fumeur de pipe

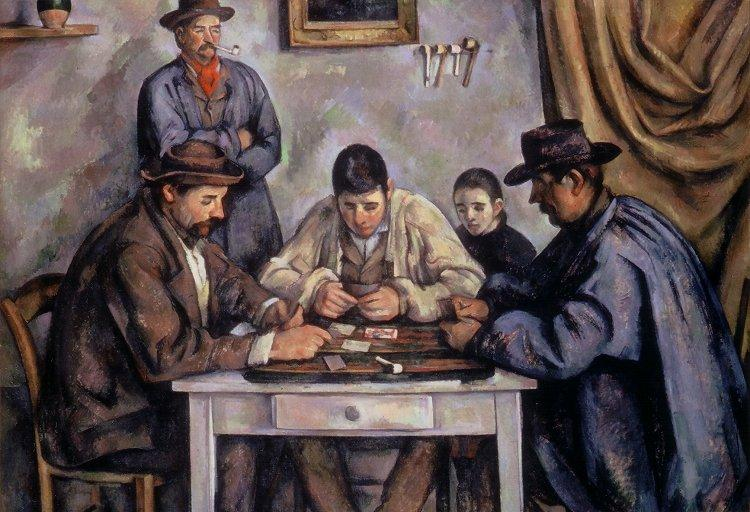
Parmi les ustensiles à l'usage des fumeurs, le râtelier à pipes (Les Joueurs de cartes de Cézanne, 1890-1892, Barnes Foundation).

### Tasse-braise
Le tasse-braise ou bourre-pipe est l'accessoire indispensable du fumeur de pipe. Il sert à tasser les braises après l'allumage et si nécessaire au long du fumage pour assurer une bonne combustion du tabac. Il peut prendre différentes formes et se rapproche parfois de l'objet d'art. À l'inverse, un simple bout de bois peut servir de tasse-braises, c'est d'ailleurs ce qu'utilisaient beaucoup de paysans dans le temps.
Le tasse-braise est souvent associé, au sein d'un outil aujourd'hui très répandu, au cure-pipe (servant à nettoyer la tige) et grattoir  (servant à gratter l'excès de carbone dans le fourneau).

### Briquet et allumettes
Pour allumer une pipe, on peut utiliser des allumettes en bois ou un briquet à gaz. La seule règle consiste à ne jamais utiliser de briquet à essence, cela donne un mauvais goût au tabac à pipe et peut endommager le fourneau.
Il existe des briquets spécialement conçus pour l'allumage des pipes, qui dirigent la flamme vers le bas et restent allumés sans que l'on soit obligé de garder le pouce dessus (ce qui évite de se brûler les doigts, car l'allumage d'une pipe dure plus longtemps que l'allumage d'une cigarette).

### Nettoie-pipe

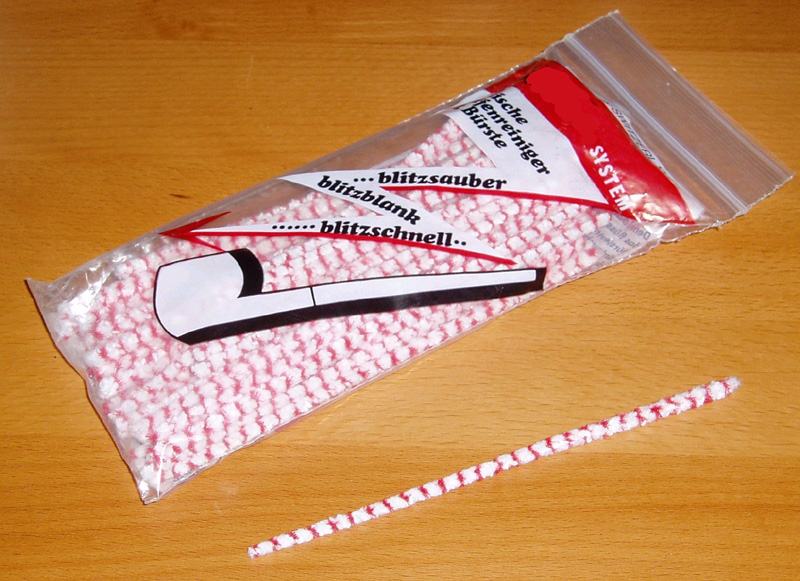
Nettoie-pipes.

Le nettoie-pipe, également appelé cure-pipe, chenillette ou chenille, est indispensable à l'entretien de la tige et du tuyau de la pipe. Idéalement, il doit être passé dans la pipe entre chaque utilisation, pour la nettoyer du liquide et de la suie engendrés par la combustion du tabac.

## Autres pipes

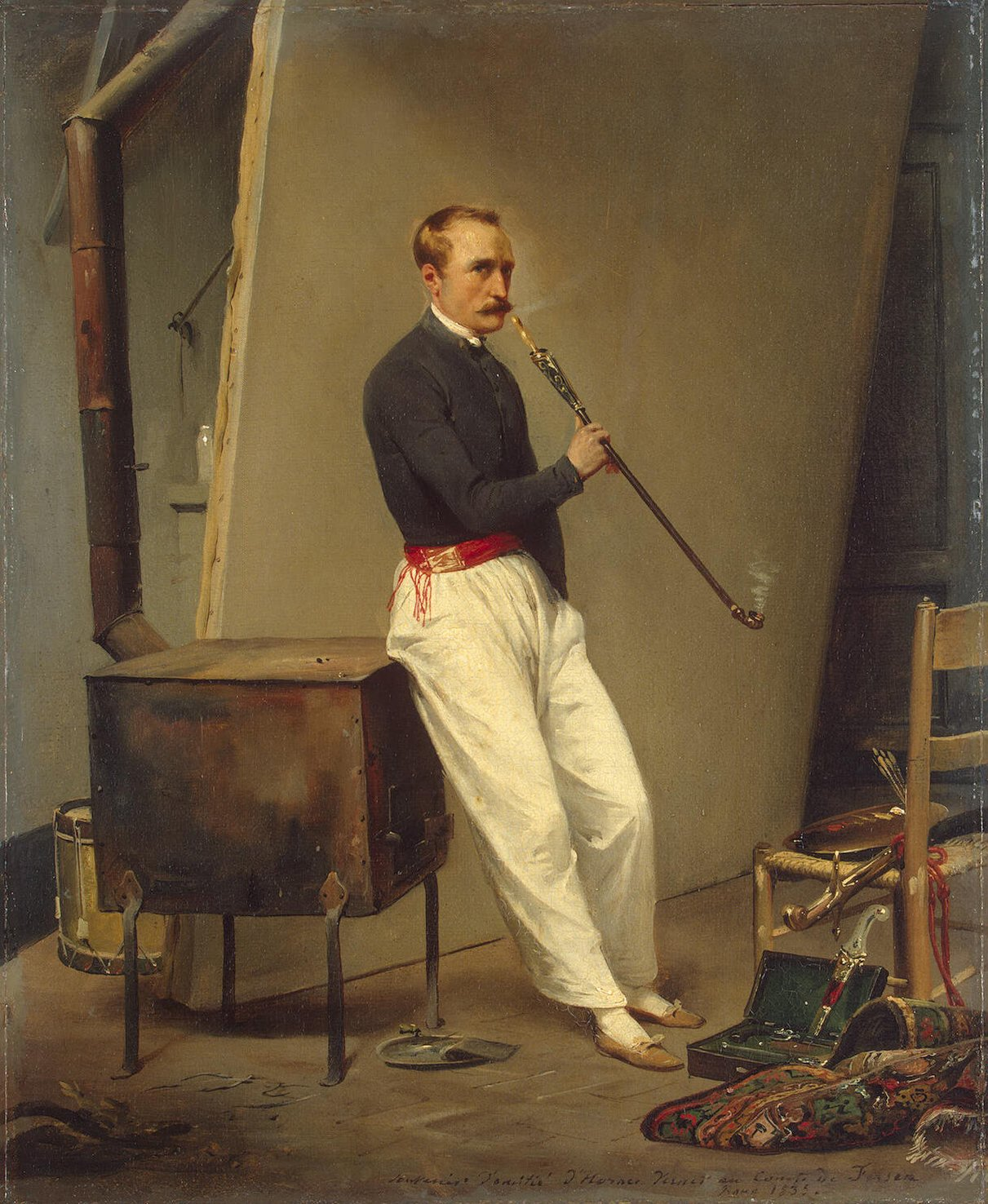
Le peintre Horace Vernet fumant la chibouque (autoportrait, 1835, musée de l'Ermitage).

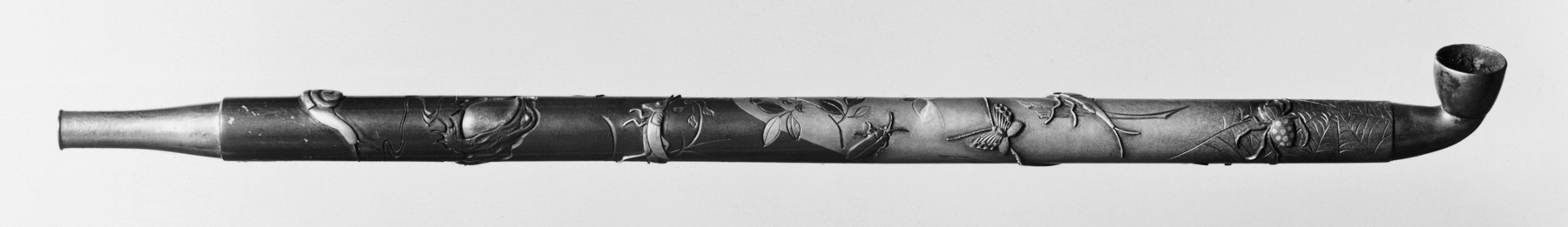
Kiseru, orné d'animaux du bord de l'étang, (argent-cuivre (shibuichi), argent, or, alliage de cuivre), Chomonken Masakatsu, époque d'Edo (Walters Art Museum, Baltimore).

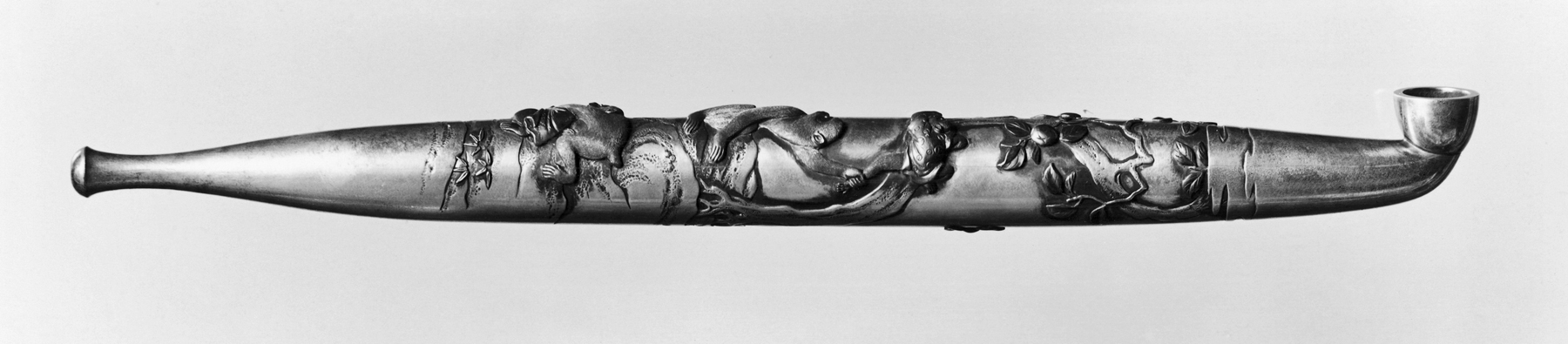
Kiseru orné de singes récoltant des kakis (argent, or, alliage de cuivre), Chomonken Masakatsu, époque d'Edo (Walters Art Museum, Baltimore).

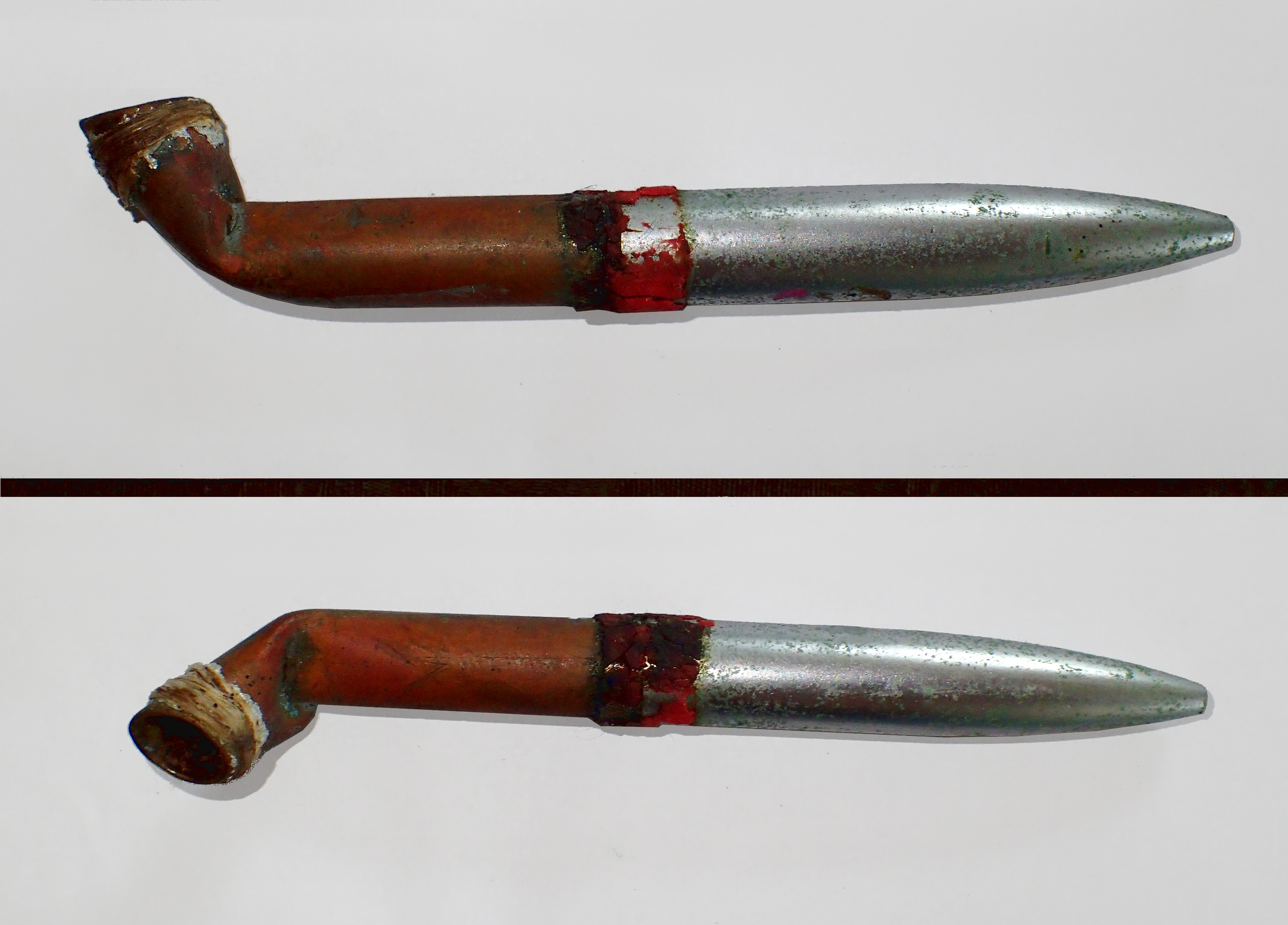
Pipe à crack artisanale fabriquée à Cayenne (Guyane).

### Calumet
En Amérique du Nord, les Amérindiens utilisent une pipe appelée calumet ; le fait de fumer un calumet a une signification religieuse très importante. Il y a différentes significations dont le fait de réunir le fourneau (principe femelle) et le tuyau (principe mâle). La fumée du tabac sacré emportant les prières vers un principe supérieur (pour les Sioux). Le calumet de la paix n'est pas seulement une référence de western : historiquement, ce concept existe.

### Chibouque
La chibouque (du turc çıbuk, Çubuk), également orthographiée chibouk, est une pipe turque à long tuyau de bois se terminant par un bol d'argile et souvent orné de pierres précieuses. La longueur de la tige est généralement comprise entre 1,2 et 1,5 m.

### Kiseru
Le kiseru est une pipe traditionnelle japonaise.

### Pipe à lycopode
Pipe utilisée en franc-maçonnerie ou en magie d'illusionnisme (prestidigitation), de manière traditionnelle avec du lycopode (en poudre), une plante dont la combustion produit une flamme très vive, pour créer un effet de scène, par exemple dans un rituel maçonnique.

## Présence du fumeur de pipe dans la culture

### En politique
- Joseph Staline
- José Bové, syndicaliste paysan et écologiste français, ne se départ jamais de sa pipe, même devant les caméras.
- Sous-commandant Marcos
- Clement Attlee, député travailliste britannique et ancien Premier ministre.
- Gerald Ford, homme d’État américain et ancien président des États-Unis.
- Harold Wilson, homme d’État britannique et ancien Premier ministre.

### Dans la musique
- Georges Brassens, chanteur français du XXe siècle, fumait la pipe. Il l'évoque dans sa chanson Auprès de mon arbre.
- Charles Mingus, Earl Hines ou encore Ron Carter, comme de très nombreux jazzmen américains, ont contribué à populariser la pipe dans le milieu du jazz en posant souvent, parfois même pour des pochettes d'albums, la pipe à la bouche.
- Bing Crosby, acteur et chanteur américain.
- B. B. King, musicien américain.
- Stevie Ray Vaughan, musicien de blues américain.

### Au cinéma
L'image de Jacques Tati (interprétant Monsieur Hulot) et de sa pipe sont inséparables. En 2009, une campagne d'affichage pour une exposition de Tati où la pipe de celui-ci avait été remplacée par un petit moulinet à vent, a fait grand bruit et provoqué un petit débat sur l'opportunité de respecter ainsi la loi Évin.
L'acteur Lee Van Cleef fume régulièrement la pipe dans ses films, en particulier dans les western de Sergio Leone. Le plus souvent, il fume une pipe courbe de la marque américaine Wellington (WDC), copie d'une pipe irlandaise Peterson, modèle 309. Il fume aussi une pipe en écume de mer, également courbe, avec tuyau en ambre de couleur jaune.

### Dans la littérature
Georges Simenon, romancier belge, ainsi que son célèbre personnage du commissaire Maigret. Mais aussi avant lui Sherlock Holmes de Sir Arthur Conan Doyle. J. R. R. Tolkien, lui-même fumeur, accorde une place importante à la pipe chez les Hobbits.
Leo Malet ainsi que son personnage Nestor Burma et sa pipe à tête de taureau.
Dans la bande dessinée, il existe quelques fumeurs de pipe. Les plus célèbres en bande dessinée franco-belge sont le capitaine Haddock dans Tintin, Francis Blake et Philip Mortimer dans les aventures du même nom ; ou encore Fantasio dans Spirou et dans Gaston Lagaffe, monsieur Henri Vaillant dans Michel Vaillant.

### Dans la peinture
La pipe a souvent inspiré les dessinateurs et les peintres. Le tableau le plus connu est sans doute le tableau de René Magritte La Trahison des images (1929) où il peint une pipe et la phrase « Ceci n'est pas une pipe ». On retiendra également Paul Cézanne, Vincent van Gogh...

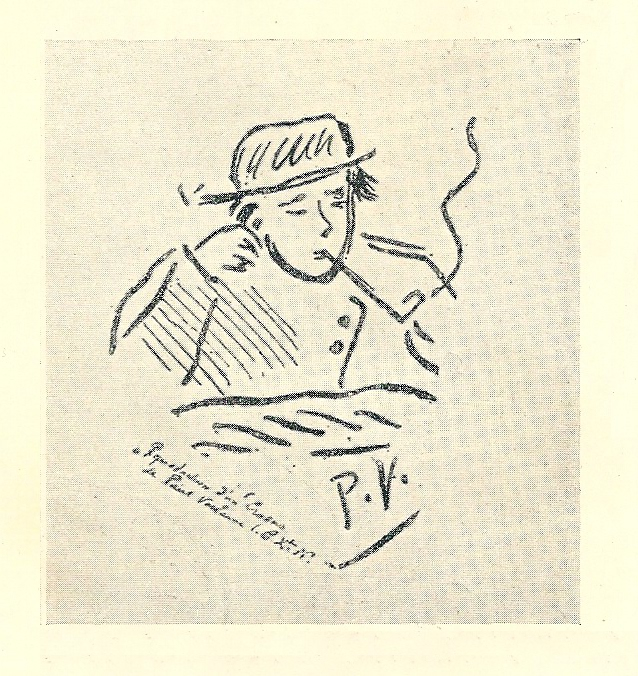
Rimbaud dessiné par Verlaine.
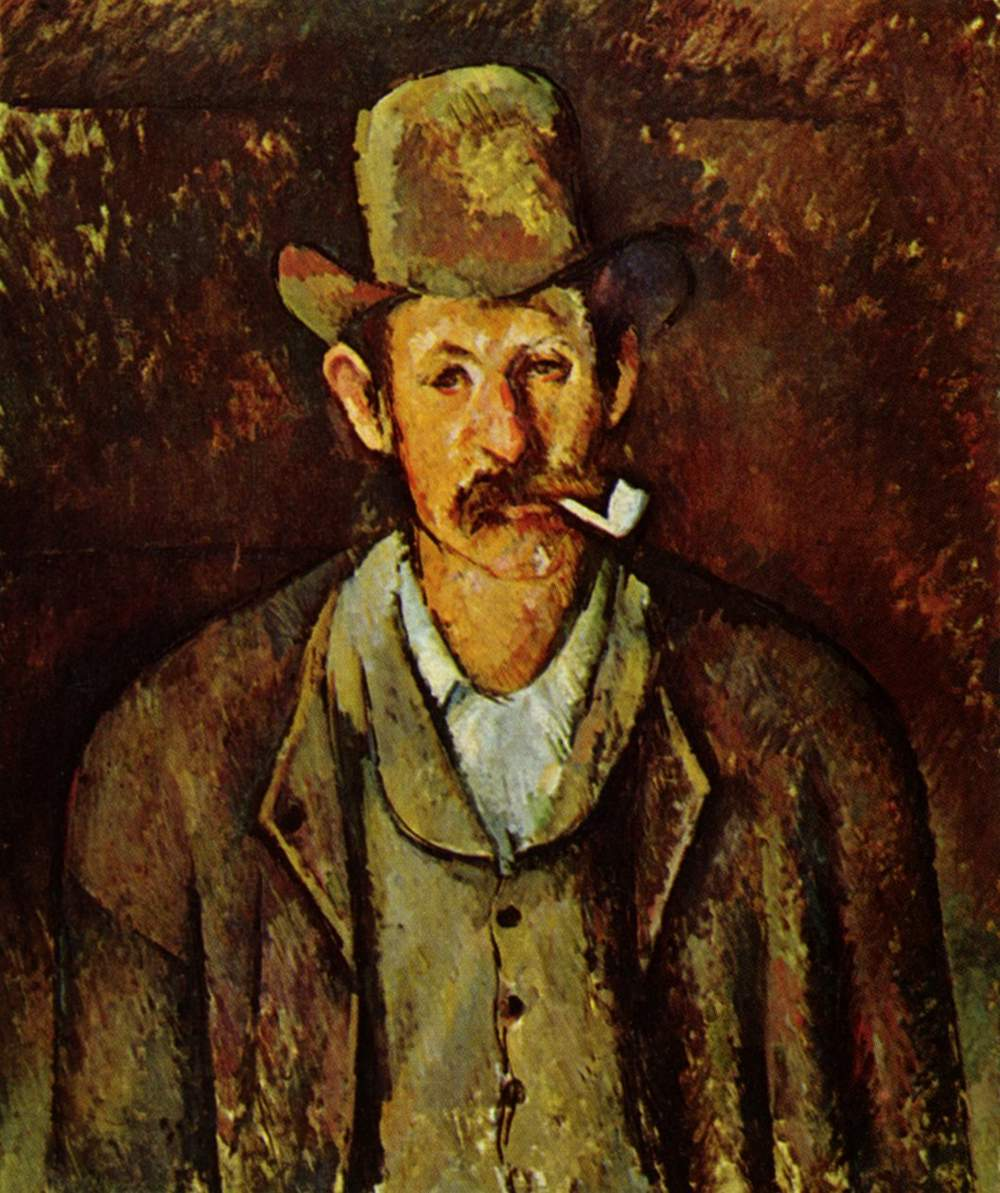
Paul Cézanne, le Fumeur de pipe.
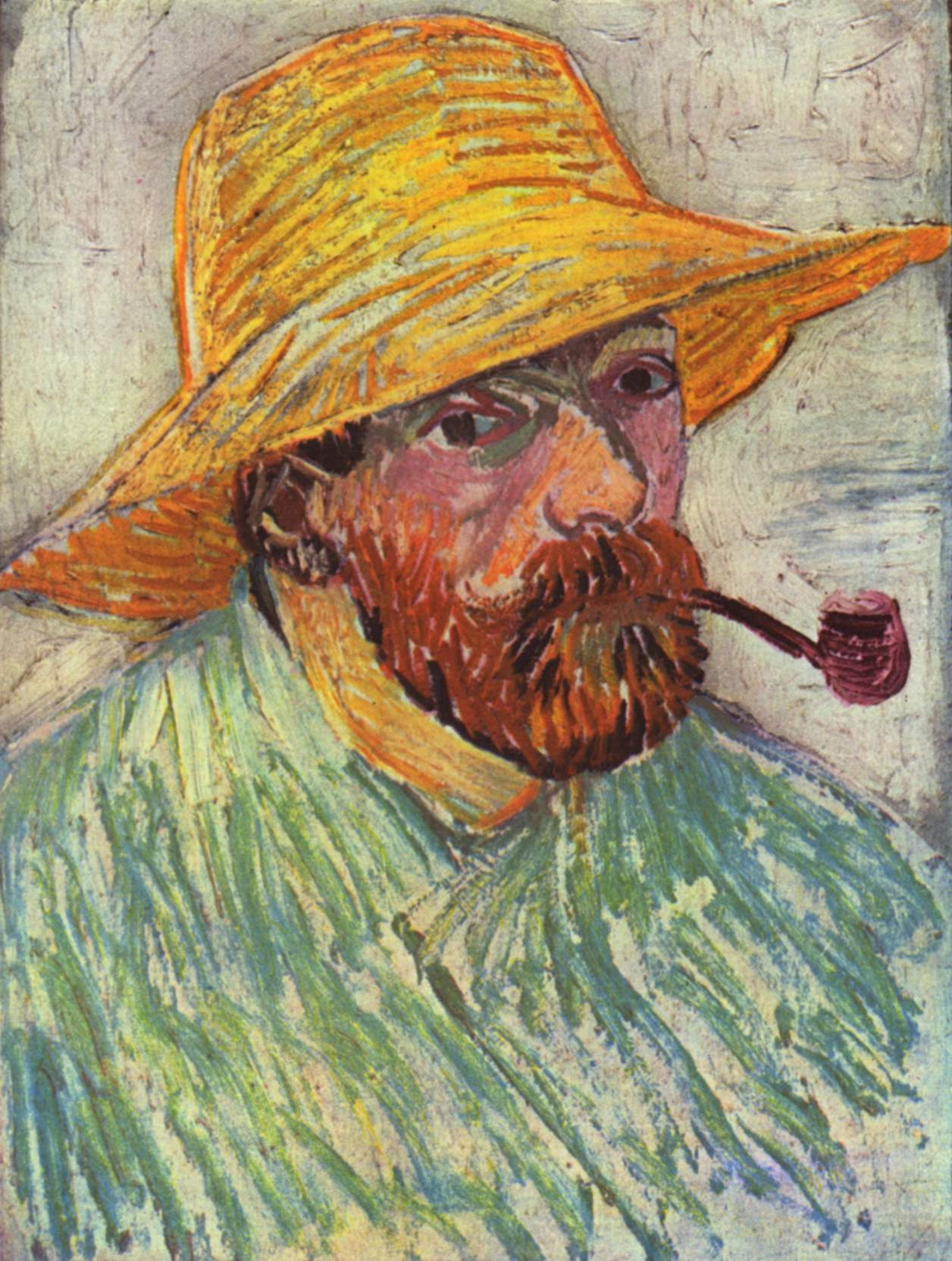
Vincent van Gogh, autoportrait.
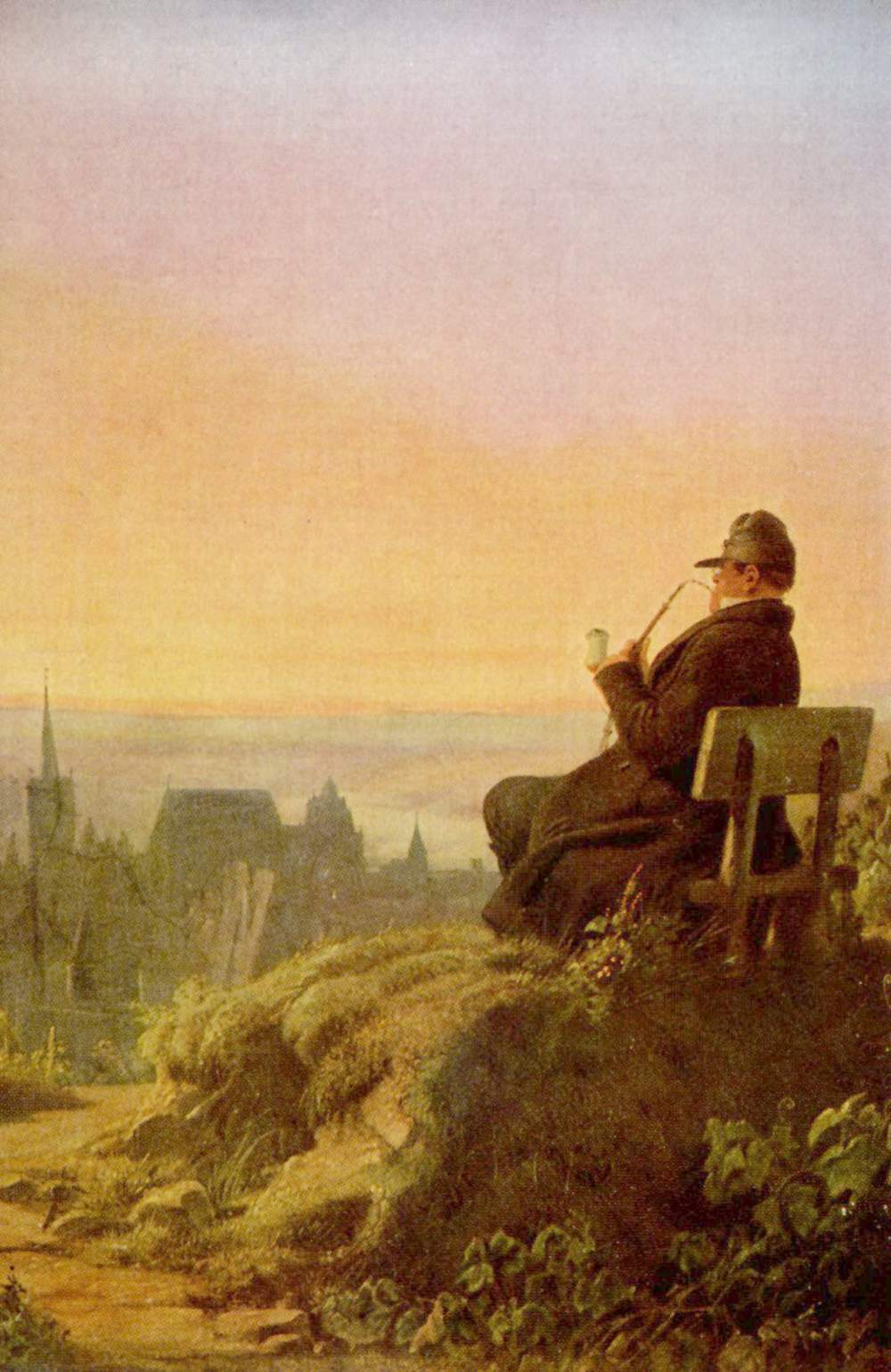
Carl Spitzweg, Repos dans le vignoble.
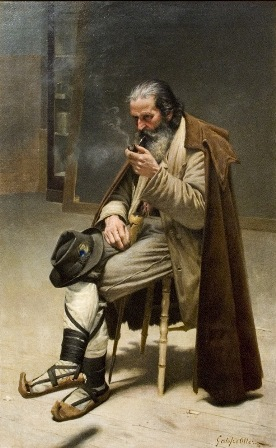
Francisco Galofré (es), Un modèle.
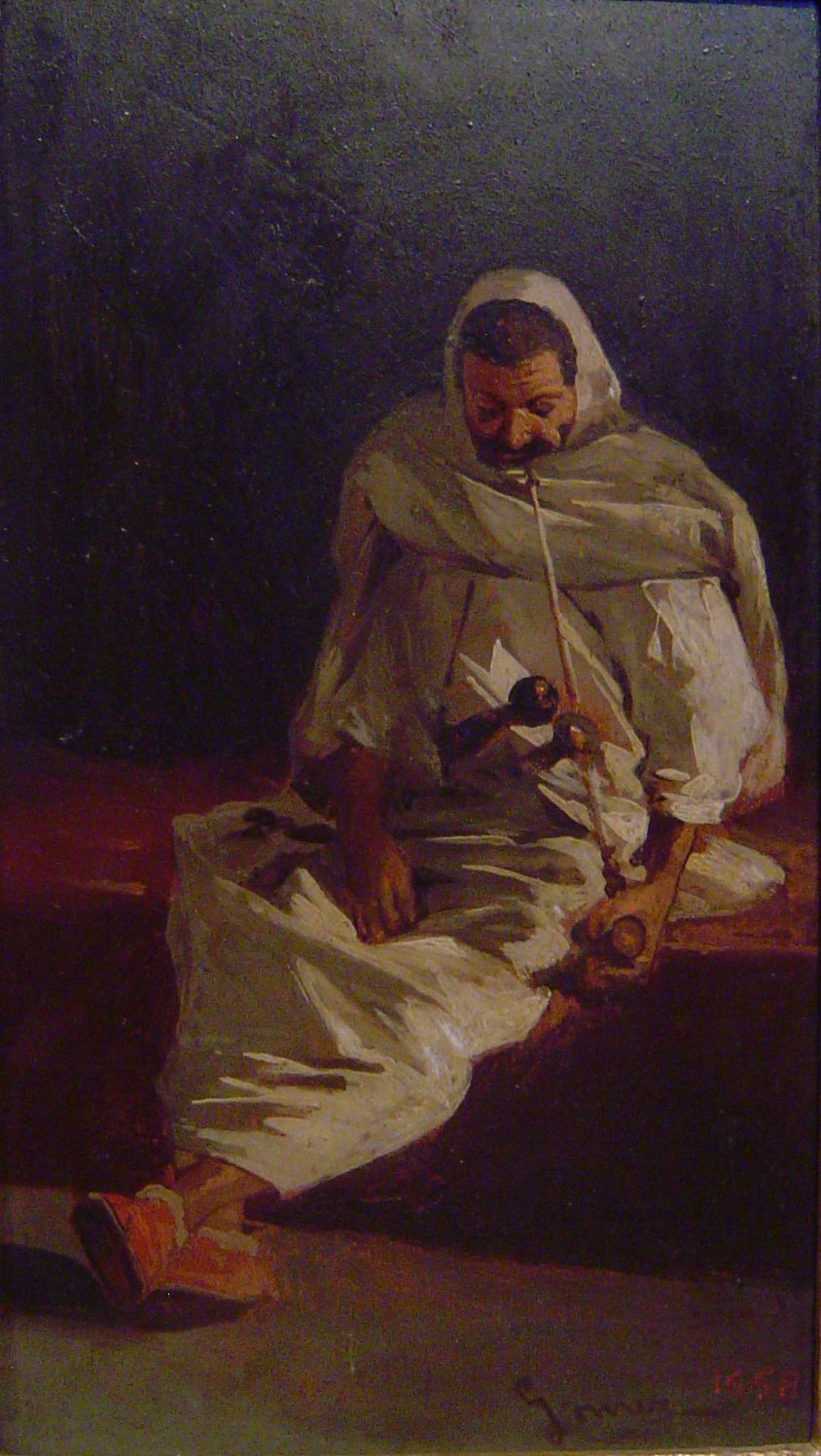
Simó Gómez, Arabe.

### Autres personnalités
Jacques-Yves Cousteau, Jacques Faizant, Michel Field, Louis Pauwels.

## Championnat de France
Chaque printemps se déroule dans une ville différente le championnat de France de fumeurs de pipe. Le but de celui-ci étant de savourer le plus longuement possible une quantité donnée de tabac. Chaque participant se voit remettre un modèle identique de pipe bourrée de trois grammes de tabac en début d'épreuve ainsi que deux allumettes pour l'allumer, dans une pièce close afin d'éviter tout courant d'air. Le principe est alors de la consommer le plus lentement possible sans pour autant la laisser s'éteindre. Les participants les plus doués parviennent à dépasser les deux heures de fumage,.

## Grandes marques de pipes

### Marques françaises
- Bruno Nuttens (Drôme)
- Butz-Choquin (Saint-Claude), entreprise labellisée au titre du patrimoine vivant
- Chacom (Saint-Claude), entreprise labellisée au titre du patrimoine vivant
- Chap (Saint-Claude) - Fermée
- Ch. Courrieu (Cogolin)
- Eole (Saint-Claude)
- EWA (Saint-Claude), entreprise labellisée au titre du patrimoine vivant - Fermée
- Genod (Saint-Claude)
- Jeantet (Saint-Claude)
- Pascal Piazzolla (Aviernoz)
- Pierre Morel (Saint-Claude)
- Lacroix (Saint-Claude) - Fermée
- Ropp (Baumes-les-Dames)[10] - Fermée
- Rostiak (Saint-Claude)

### Marques d’autres pays
- Amorelli (Italie)
- Aldo Velani (Italie)
- Bentley (Hollande)
- Big Ben (Pays-Bas)
- Bentley (Pays-Bas)
- Blatter & Blatter Inc. (Québec, Canada)[11]
- Caminetto (Italie)
- Castello (Italie)
- Design Berlin (Allemagne)
- Ducaté (Belgique)[12] - Fermée
- Dunhill (Angleterre, Royaume-Uni)
- Falcon (Royaume-Uni)
- Il Ceppo (Italie)
- Kristiansen (Danemark)
- L'Anatra (Italie)
- Luigi Viprati (Italie)
- Mastro de Paja (Italie)
- Mastro Gondolfo (Italie)
- Mimmo Provenzano (Italie)
- Missouri Meerschaum (États-Unis)
- Moretti (Italie)
- Nording (Danemark)
- Peder Jeppesen (Danemark)
- Peterson (Dublin, Irlande)
- Poul Winslow (Danemark)
- Savinelli (Italie)[13]
- Ser Jacopo (Italie)
- Sigmund (Espagne)
- Stanwell (Danemark)
- Tom Eltang (Danemark)
- Tom Spanu (Italie)
- Tsuge (Japon)
- Vauen (Allemagne)
- Vinche (Belgique)[14] - Fermée